# Læsø község
Læsø község (dánul: Læsø Kommune) Dánia 98 községének (kommune, helyi önkormányzattal rendelkező közigazgatási egység) egyike. A Midtjylland régióban található.  Lakosainak száma 1817 fő (2016).